# Rico Carlsen
Rico Kruse Carlsen (født 5. april 1972) er en dansk forfatter. Han er kendt for sine VM i fodbold-bøger, Den Store Bog om VM i Fodbold, som består af 4 bind. Hans bøger betragtes som Danmarks største bøger om VM i fodbold.[kilde mangler]
Carlsen er desuden VM-ekspert og Danmarksmester i VM-viden.[kilde mangler]